# Colasposoma unicostatum
Colasposoma unicostatum é uma espécie de escaravelho de folha endémico na Socotorá.  Foi descrito por Stefano Zoia em 2012. O nome de espécie refere-se à carina (quilha) longitudinal única presente à cada élitro.